# Kwon Ji Yong
Kwon Ji Yong (tiếng Hàn: 권지용; Hanja: 權志龍) là EP thứ hai của nam ca sĩ kiêm sáng tác nhạc người Hàn Quốc G-Dragon, được phát hành kỹ thuật số vào ngày 8 tháng 6 năm 2017 bởi YG Entertainment. Nó là album đầu tiên của anh phát hành sau 4 năm, kể từ album phòng thu thứ hai Coup d'Etat (2013). Bản phát hành vật lý được thực hiện trên ổ USB flash thay cho đĩa compact truyền thống. Đây là sản phẩm cuối cùng của G-Dragon trước khi anh nhập ngũ vào ngày 27 tháng 2 năm 2018.
EP ra mắt ở vị trí quán quân tại Billboard World Albums và Heatseekers Albums, đồng thời cũng đứng đầu Billboard Hot Albums tại Nhật Bản. EP là một thành công về mặt thương mại ở Trung Quốc đại lục, tại đây nó đã bán được một triệu bản kỹ thuật số trong vòng chưa đầy một tuần và là album kỹ thuật số bán chạy nhất năm 2017 của một nghệ sĩ Hàn Quốc. Để quảng bá, G-Dragon đã bắt tay thực hiện chuyến lưu diễn Act III: M.O.T.T.E World Tour chỉ hai ngày sau khi phát hành EP.

## Bối cảnh
Sau khi phát hành album thứ hai Coup d'Etat (2013), G-Dragon dần lấn sân sang các lĩnh vực khác ngoài âm nhạc, theo đuổi sự nghiệp thời trang, nghệ thuật và thiết kế. Anh ra mắt thương hiệu thời trang của riêng mình, Peaceminusone vào năm 2015, bắt đầu một cuộc triển lãm nghệ thuật cùng tên. Năm 2014, G-Dragon bắt đầu sáng tác các ca khúc cho album Made (2016) của Big Bang nhưng việc phát hành album đã bị trì hoãn. Made trở thành album thành công nhất về mặt thương mại của nhóm từ trước đến nay và chuyến lưu diễn quảng bá của nó đã thiết lập một kỷ lục mới về lượng người tham dự buổi hòa nhạc của một nhóm nhạc Hàn Quốc ở châu Á, Bắc Mỹ và châu Đại Dương. G-Dragon dành phần lớn thời gian của năm 2015 và 2016 cho các chuyến lưu diễn, đồng thời kỷ niệm 10 năm thành lập Big Bang, và các hoạt động quảng bá cho album Made cuối cùng đã kết thúc vào tháng 12 năm 2016.
Vào tháng 1 năm 2017, YG xác nhận rằng anh sẽ phát hành một sản phẩm âm nhạc mới trong nửa đầu năm này. Sau hai năm lưu diễn, G-Dragon tiết lộ anh cảm thấy mình cô đơn mỗi ngày. Tuy nhiên, anh cũng thừa nhận rằng "tôi được yêu thích ở bất cứ nơi nào tôi đặt chân đến và tôi thích công việc của mình", thú nhận rằng anh cảm thấy "hạnh phúc, buồn và cô đơn lẫn lộn". Trong sáu tháng trước khi phát hành album, G-Dragon đã tập trung chuẩn bị cho album và chuyến lưu diễn vòng quanh thế giới năm 2017 của anh, một quá trình anh không ngủ được và sụt cân rất nhiều. Trong album thứ tư này của mình, anh muốn tách mình khỏi cá tính thường thấy trên sân khấu, nói rằng "Tôi muốn là Kwon Ji Yong, không phải G-Dragon. Đối với tôi, Kwon Ji Yong quan trọng hơn, vì vậy tôi quyết định chính thức giới thiệu anh ấy cho khán giả." G-Dragon ban đầu đặt tên cho EP là 30, nói rằng anh muốn nhìn lại cuộc đời mình ở tuổi 30 và cảm thấy mình đã đạt được điều gì đó có ý nghĩa.

## Sáng tác

### Ca từ và chủ đề
— G-Dragon nói về Kwon Ji Yong khác với các album trước đây của anh như thế nào
Trong "Middle Fingers Up", G-Dragon thảo luận về các mối quan hệ cá nhân và vòng kết nối xã hội ngày càng giảm của anh. Lời bài hát của "Bullshit" là sự đả kích, nhắc đến đĩa đơn ăn khách "Crayon" của anh theo tên trong khi từ tượng thanh răng nanh nhắc nhớ lại ca khúc chủ đề trong album trước Coup d'Etat của anh. "Super Star" bộc lộ cảm xúc trống rỗng và cô đơn bên trong anh, mặc dù anh đã đạt được những thành công mà mình từng mơ ước trước đó. Lời bài hát của "Untitled, 2014" giống như một bức thư tình gửi cho người yêu trong quá khứ, trong đó G-Dragon cầu xin sự tha thứ và cơ hội gặp lại họ, dù đó chỉ là trong mơ. "Divina Commedia", được đặt theo tên bài thơ cùng tên của Dante, là một lời tự sự về sự nổi tiếng của anh. Bài hát có đề cập đến The Truman Show với câu hỏi về thực tế của nam rapper, và những hy sinh anh phải trải qua trong suốt thời niên thiếu cho đến tuổi đôi mươi để đạt được thành công và danh tiếng.
Nguồn cảm hứng của album bắt nguồn từ nhiều phương tiện khác nhau, đặc biệt là phim và nghệ thuật thị giác. Ý tưởng hình ảnh của album được lấy cảm hứng từ bộ phim chuyển thể năm 1966 từ tiểu thuyết của Kōbō Abe, The Face of Another. Bộ sưu tập nghệ thuật cá nhân của anh, trong đó bao gồm bức tranh trị giá 3,3 triệu USD, Millionaire Nurse (2002) của họa sĩ người Mỹ Richard Prince, được lấy cảm hứng trong lời bài hát của "Super Star" và "Divina Commedia". Các ca khúc sau cũng đề cập trực tiếp đến bộ phim khoa học viễn tưởng châm biếm The Truman Show (1998) của Peter Weir. G-Dragon nói rằng ba phần sử thi Divine Comedy của Dante Alighieri là tác phẩm truyền cảm hứng sâu sắc nhất cho album này. Bài thơ đã ảnh hưởng chủ đề và cấu trúc trong album, cả EP và chuyến lưu diễn tiếp theo được chia thành ba phần, mỗi phần khám phá một khía cạnh khác trong tính cách của anh.

### Âm nhạc
Kwon Ji Yong chủ yếu theo thể loại hip hop và R&B, ngoại trừ đĩa đơn chủ đạo, "Untitled, 2014", là một bản ballad. Phần intro, "Middle Fingers-Up", có phần riff piano với nhịp trap cơ bản. Act I. hay "Bullshit" là một bài hát hip hop nhiều tầng đặc trưng bởi đoạn điệp khúc sôi động, nhịp điệu thay đổi đột ngột. Act II. hay "Super Star" là một bản trap chậm rãi kết hợp với trống, kèn Trung Đông, tiếng kèn đồng và một dàn đồng ca đệm. Act III. hay "Untitled, 2014" là một bản ballad u sầu, chỉ có giọng hát trên phần đệm piano. Phần outro, "Divina Commedia", là một ca khúc R&B kết hợp với đoạn sample "Veridis Quo" từ album Discovery năm 2001 của Daft Punk.

## Thiết kế
Bản phát hành vật lý của EP được thực hiện trên ổ USB flash, thay vì là đĩa compact như thông thường. Ổ flash 4GB có dòng chữ "Kwon Ji Yong, nhóm máu A, 1988, 18 tháng 8", bản in này được viết tay bởi mẹ của G-Dragon khi anh mới chào đời. Sau khi nhiều người phàn nàn rằng USB bị lỗi do lớp phủ màu đỏ của nó bị bong ra, YG đã tung ra những bức ảnh mô tả quá trình sản xuất, cho thấy USB được tô màu bằng tay để có được vẻ ngoài mà G-Dragon mong muốn. YG giải thích thêm rằng lớp phủ là một động thái có chủ đích phản ánh khái niệm album và là biểu tượng cho DNA biểu thị sự ra đời của G-Dragon.
Bản thân ổ đĩa không chứa các bài hát ở định dạng kỹ thuật số; thay vào đó, người dùng được dẫn đến trang tải xuống album và nội dung độc quyền khác từ trang web của YG Entertainment, được đổi bằng số sê-ri. Tuy nhiên, mô hình phân phối không chính thống dẫn đến sự lo ngại về việc liệu EP có đủ điều kiện xuất hiện trên các bảng xếp hạng album lớn của Hàn Quốc hay không. EP đã bị loại khỏi Gaon Album Chart do Hiệp hội Công nghiệp Âm nhạc Hàn Quốc thực hiện theo luật bản quyền cho rằng "album" được định nghĩa là một phương tiện vật lý được kèm theo âm nhạc và Kwon Ji Yong không đủ điều kiện vì âm nhạc không được cung cấp trên chính ổ đĩa. G-Dragon đã trả lời Gaon Chart loại trừ doanh số bán USB của anh dưới dạng bán album, trên một bài đăng trên Instagram:
| “ | Vấn đề gì chứ? Mọi thứ trên đời đều có ưu và khuyết điểm của nó, nhưng hình thức bên ngoài của các bản ghi nhạc luôn thay đổi từ băng cassette sang CD và sau đó là tải xuống. Điều quan trọng nhất đối với âm nhạc chẳng phải là giai điệu hay sẽ đọng lại trong tai, miệng và tâm trí của mọi người trong một thời gian dài và lời bài hát có thể chạm đến mọi người khiến họ cười hoặc khóc? | ” |

Vào tháng 12 năm 2017, Gaon Chart thông báo rằng họ sẽ thay đổi chính sách bao gồm các định dạng album khác nhau như USB của G-Dragon, liên quan đến việc sửa đổi định nghĩa của một album trong luật bản quyền bao gồm nhiều hơn các mục không phải là album truyền thống. Chính sách mới có hiệu lực từ ngày 1 tháng 1 năm 2018.

## Phát hành và quảng bá
YG Entertainment đã công bố EP này sẽ ra mắt vào ngày 31 tháng 5, tiết lộ tiêu đề là Kwon Ji Yong, tên khai sinh của G-Dragon. "Bullshit" ban đầu được công bố là đĩa đơn đầu tiên vào ngày 1 tháng 6, nhưng đã được thay thế bằng "Untitled, 2014", do những tranh cãi liên quan đến thành viên cùng nhóm T.O.P và lo ngại về tiêu đề gây khiêu khích của bài hát. Danh sách ca khúc đầy đủ của album đã được tiết lộ vài giờ trước khi phát hành, với năm bài hát được chia thành ba phần, kết hợp với một ca khúc "intro" và "outro"; bìa nghệ thuật cá nhân cũng được phát hành cho mỗi bài hát.
Vào ngày 31 tháng 3, có thông tin tiết lộ rằng G-Dragon sẽ tổ chức một buổi hòa nhạc tại Sân vận động World Cup Seoul vào ngày 10 tháng 6 năm 2017, đây là buổi biểu diễn solo đầu tiên của anh sau gần 4 năm. Vào ngày 25 tháng 4, G-Dragon sẽ bắt đầu chuyến lưu diễn thế giới thứ hai của anh, Act III: M.O.T.T.E, diễn ra từ tháng 4 đến tháng 6. Tổng cộng, chuyến lưu diễn được tổ chức tại 29 thành phố trên khắp Châu Á, Bắc Mỹ, Châu Đại Dương và Châu Âu. G-Dragon đã trình diễn các ca khúc mới trong EP lần đầu tiên trong chuyến lưu diễn ở Seoul.

## Đón nhận
| Đánh giá chuyên môn | Đánh giá chuyên môn |
| Nguồn đánh giá      | Nguồn đánh giá      |
| Nguồn               | Đánh giá            |
| ------------------- | ------------------- |
| IZM                 |                     |
| SeoulBeats          |                     |
| The Star            | 8/10                |
| Hello Asia          | 8/10                |

Tamar Herman từ Billboard cảm thấy Kwon Ji Yong là tác phẩm cá nhân nhất của G-Dragon, như anh ấy phản ánh "về sự nghiệp, thành công và hối tiếc của anh ấy". Herman khen ngợi cách rapper thể hiện "những suy nghĩ bên trong của anh ấy ra công chúng thông qua nhiều loại âm thanh nhưng vẫn gắn kết qua lời bài hát, như thể yêu cầu người nghe quên đi tầm vóc nổi tiếng của ca sĩ và ngay lập tức nghe được suy nghĩ của một người đàn ông đang vật lộn với hiện tại mà anh ấy đạt được. thông qua những nỗ lực trong quá khứ của anh ấy. "  Jeff Benjamin của Fuse đã viết rằng album nêu bật "một số điểm mạnh lớn nhất của G-Dragon như một nhạc trưởng hip-hop có tư duy tiến bộ, làm nổi bật khía cạnh dịu dàng ít thấy của anh ấy. "
Tạp chí Affinity đã đặt tên cho kỷ lục này là album K-pop hay nhất thứ tư trong năm, cảm thấy rằng nó "có lẽ là tác phẩm trung thực nhất của anh ấy cho đến nay" và rằng "mặc dù ngắn nhưng cũng đủ để khiến mọi người cảm nhận được lời bài hát mà anh ấy viết." Tạp chí này cũng khen ngợi rằng "sự thô mộc và trung thực của lời bài hát khiến khán giả cảm thấy đồng cảm ngay lập tức trong khi nhảy theo nhịp điệu."
Album đã được chọn là album Hàn Quốc hay nhất phát hành năm 2017 bởi dịch vụ phát trực tuyến âm nhạc KKBOX, người đã gọi kỉ lục này là "quán quân của năm", với tất cả các bài hát trong EP đều nằm trong danh sách 20 bài hát hàng đầu của năm.  Album được chọn là một trong những bản phát hành âm nhạc được nhắc đến nhiều nhất vào tháng 6 năm 2017 bởi Douban.

## Hiệu suất thương mại
Tại Hàn Quốc, đĩa đơn chủ đạo " Untitled, 2014 " đã đứng đầu trên tất cả các bảng xếp hạng âm nhạc lớn của Hàn Quốc.  Tại Trung Quốc, album đã có sẵn để đặt hàng trước vào ngày 5 tháng 6, trên ba nền tảng âm nhạc lớn của Trung Quốc là QQ Music, KuGou và Kuwo.  Trong vòng chưa đầy 24 giờ, đơn đặt hàng trước cho album trên QQ Music đã đạt hơn 200.000 bản.  Sau một tuần bán ra, album đã bán được hơn 1.100.000 bản tại Trung Quốc.  Tại Nhật Bản, phiên bản kỹ thuật số đứng đầu bảng xếp hạng kỹ thuật số hàng tuần của Oricon, bán được 11.641 bản, đưa G-Dragon trở thành nghệ sĩ Hàn Quốc đầu tiên đứng đầu bảng xếp hạng.
Sau khi phát hành, album đã đạt vị trí quán quân tại 46 quốc gia trên iTunes vào các thời điểm khác nhau, lập kỷ lục mới cho một nghệ sĩ Hàn Quốc.  EP ra mắt ở vị trí thứ 192 trên Billboard 200 của Hoa Kỳ với chỉ hơn 4.000 đơn vị tương đương với album được bán ra, đạt được tuần bán hàng tốt nhất của cá nhân anh ấy ở Mỹ chỉ trong một ngày bán hàng. G-Dragon đã giành được album quán quân thứ ba trên bảng xếp hạng Billboard World Albums và album quán quân đầu tiên trên bảng xếp hạng Heatseekers Albums.

## Xếp hạng
| Xếp hạng (2017–18)                           | Vị trí cao nhất |
| -------------------------------------------- | --------------- |
| Belgian Mid-Price Albums (Ultratop Flanders) | 1               |
| 1                                            | 1               |
| French Download Albums (SNEP)                | 1               |
| Japan Weekly Digital Albums (Oricon)         | 1               |
| Japan Weekly Physical Albums (Oricon)        | 1               |
| Japan Hot Albums (Billboard)                 | 1               |
| New Zealand Albums (RMNZ)                    | 1               |
| South Korean Albums (Gaon)                   | 1               |
| US Billboard 200                             | 192             |
| US Heatseekers Albums (Billboard)            | 1               |
| US Independent Albums (Billboard)            | 1               |
| US Rap Album Sales (Billboard)               | 3               |
| US World Albums (Billboard)                  | 1               |

## Danh sách ca khúc
| STT              | Nhan đề                                           | Phổ lời                                | Phổ nhạc                                                                         | Cải biên                                             | Thời lượng |
| ---------------- | ------------------------------------------------- | -------------------------------------- | -------------------------------------------------------------------------------- | ---------------------------------------------------- | ---------- |
| 1.               | "Middle Fingers-Up" (Intro. 권지용; Kwon Ji-Yong) | G-Dragon                               | G-Dragon 24 Kush                                                                 | 24                                                   | 3:42       |
| 2.               | "Bullshit" (Act I. 개소리; gaesori)               | G-Dragon                               | G-Dragon Teddy Cawlr Future Bounce Choice37                                      | Cawlr Future Bounce Choice37 24                      | 3:02       |
| 3.               | "Super Star" (Act II)                             | G-Dragon Teddy Joe Rhee                | Teddy G-Dragon Joe Rhee 24 Choice37 Future Bounce Seo Won Jin                    | 24 Teddy Joe Rhee Choice37 Future Bounce Seo Won Jin | 3:45       |
| 4.               | "Untitled, 2014" (Act III. 무제(無題); muje)      | G-Dragon                               | G-Dragon Choice37                                                                | Choice37 Seonwoo Jeonga                              | 3:42       |
| 5.               | "Divina Commedia" (Outro. 신곡(神曲); singok)     | G-Dragon 8! Brian Lee Safe Frank Dukes | G-Dragon 8! Brian Lee Frank Dukes Safe Thomas Bangalter Guy Manuel Homem Christo | Frank Dukes Murda Beatz Brian Lee                    | 3:44       |
| Tổng thời lượng: | Tổng thời lượng:                                  | Tổng thời lượng:                       | Tổng thời lượng:                                                                 | Tổng thời lượng:                                     | 17:55      |